# Annie Miller
|  | No s'ha de confondre amb l'actriu de cinema Ann Miller.. |

Annie Miller (1835-1925) va ser model anglesa d'uns artistes prerafaelites com ara William Holman Hunt, Dante Gabriel Rossetti i John Everett Millais. La seva especial relació amb Holman Hunt ha estat dramatitzada diverses vegades.

## Primers anys
Annie Miller va néixer el 1835 en una casa a Chelsea, prop de la casa pública duc de York. El seu pare Henry havia estat un soldat en els 14è de Dracs i va ser ferit a les Guerres Napoleòniques. La seva mare era un empleada de la neteja. Tenia una germana anomenada Harriet. Quan la seva mare va morir amb trenta-set anys es van mudar amb els seus familiars, on el seu pare va treballar per a un constructor local.
Treballava com a cambrera quan va atreure l'atenció de Hunt.

## Model prerafaelita

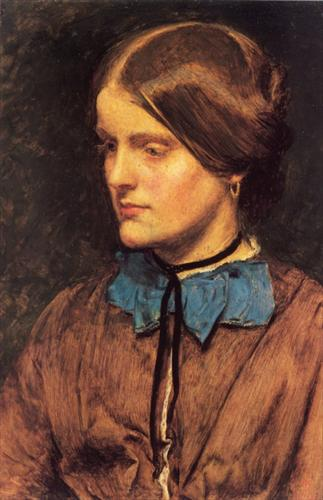
Annie Miller, pintada per John Everett Millais

Miller va aparèixer com el tema d'algunes de les pintures de Hunt, potser la més famosa és El despertar de la consciència, actualment a la Tate, encara que la cara va ser posteriorment repintada per l'artista. Hunt havia planejat casar-se amb Annie i així abans d'anar-se'n a Palestina el 1854, ell va fer els arranjaments perquè ella fos educada mentre ell estava absent. Hunt també va deixar una llista d'artistes, entre ells Millais, per a qui Annie podia posar com a model. No obstant això durant l'absència de Hunt i en contra dels seus desitjos també va posar per a George Price Boyce i per Rossetti que la va pintar en obres com El somni de Dante i Helena de Troia.

## Trencament amb Hunt i matrimoni
Hunt va tornar dels seus viatges el 1856. Ford Madox Brown va descriure Annie com "és com una sirena" i la seva relació amb Rossetti va causar un distanciament entre Rossetti i Hunt. Annie es va relacionar amb Thomas Jones, vescomte de Ranelagh malgrat que Hunt li havia proposar matrimoni. Com a resultat, Hunt, finalment va trencar el compromís el 1859. A partir de llavors Boyce i Rossetti va competir per tenir sessions amb ella, amb Rossetti com habitual guanyador, tot i que això va provocar que l'esposa de Rossetti, Elizabeth Siddal llancés en una ocasió els dibuixos d'Annie per la finestra.
Després que Hunt va trencar del compromís, Annie va buscar l'ajuda del vescompte de Ranelagh, qui li va suggerir que demandés Hunt per ruptura de promesa, però finalment el cosí de Ranelagh, el capità Thomas Thomson, es va enamorar d'ella. El 16 de juny de 1862 Boyce la va veure a l'Exposició Universal de Londres de 1862 que "tan guapa com sempre, caminant amb un home jove, més que excel·lent". Probablement es tractava de Thomson. Es van casar el 23 de juliol de 1863 a l'església de Sant Pancràs (Londres). Thomson va amenaçar de lliurar als diaris les cartes de Hunt a Annie. Això avergonyiria la família de Hunt i als Waugh, els seus sogres. Els amics de Hunt van assumir que Hunt tornés a comprar les cartes.
Es desconeix si Miller va tenir o no relacions sexuals amb algun dels seus admiradors abans el seu matrimoni. Gordon H. Fleming afirma que Ranelagh hauria admès a Hunt que Miller havia estat la seva amant, però d'acord amb Jan Marsh, això podria no haver estat el cas. Marsh diu que "ella era, sens dubte, vivaç, atractiva i fins i tot coqueta" i hi havia rumors sobre la seva relació amb Hunt, però, "pot ser difícil de creure que ella podria haver triomfat -sense favors sexuals- a Hunt, Rossetti, Ranelagh, Thomson i potser altres - però no hi ha evidència que provi el que va fer i menys, de la seva relació amb Hunt, com per suggerir la seva reticència a convertir-se en una 'dona alegre'. Em sembla bastant possible que ella continués sent "pura".

## Darrers anys
L'11 d'octubre de 1866, va donar a llum una filla, Annie Helen, a Montrose House a Hampstead. El 1867 va donar a llum a un fill, Thomas James.
No es creu que hagi tingut més fills, però anys més tard Hunt la va trobar a Richmond Hill, "una matrona rodanxona amb un carro ple de nens" i va saber que ella estava feliçment casada El seu espòs va morir als 87 anys, al 6 de Western Road, Shoreham-by-Sea, el 1916. Annie Miller va morir 6 anys després de la mort del seu marit, amb 90 anys, el 1925. La família probablement es va traslladar a Shoreham-by-Sea per estar a prop d'una tia Thomson, la senyoreta Sturges.

## Obres amb Annie Miller

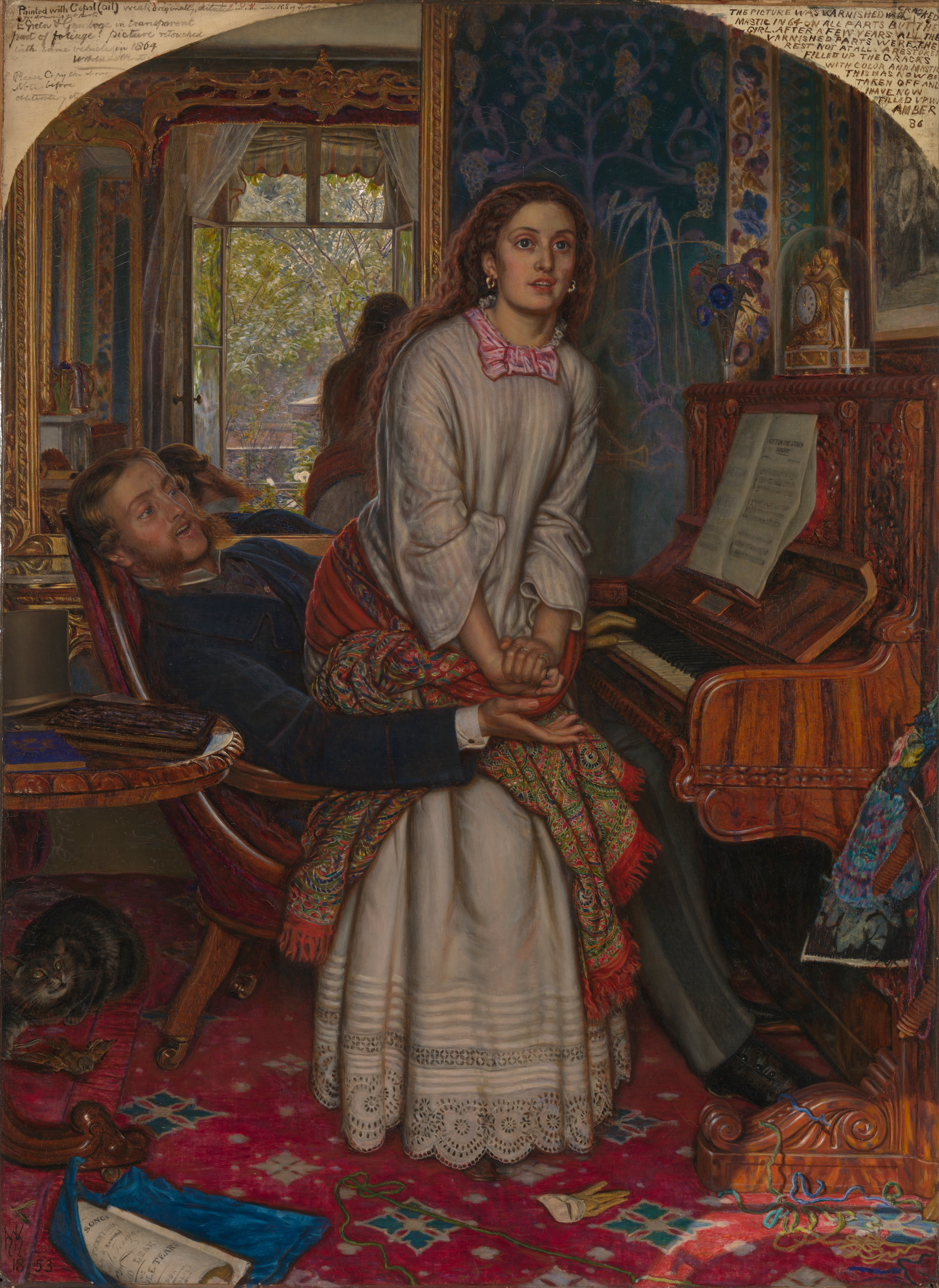
El despertar de la consciència.William Holman Hunt, 1853
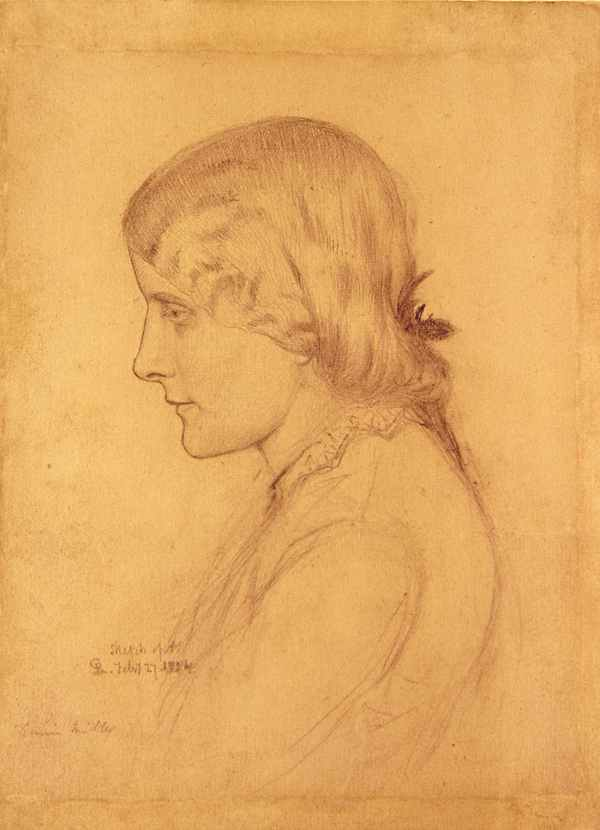
Dibuix de George Price Boyce, 1854
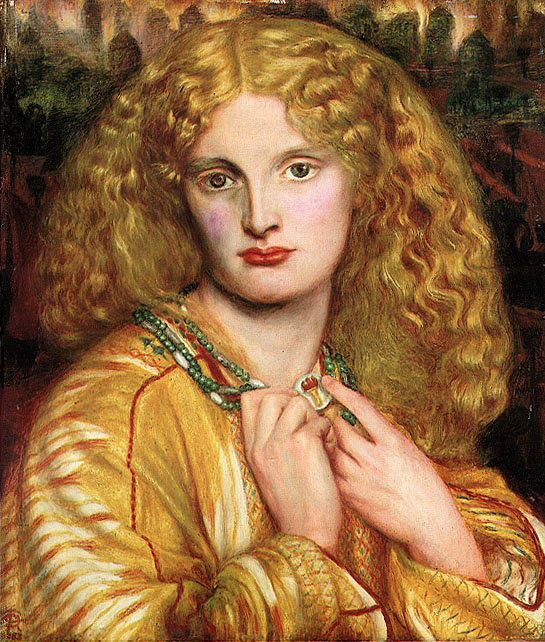
Helena de Troia. Dante Gabriel Rossetti, 1863
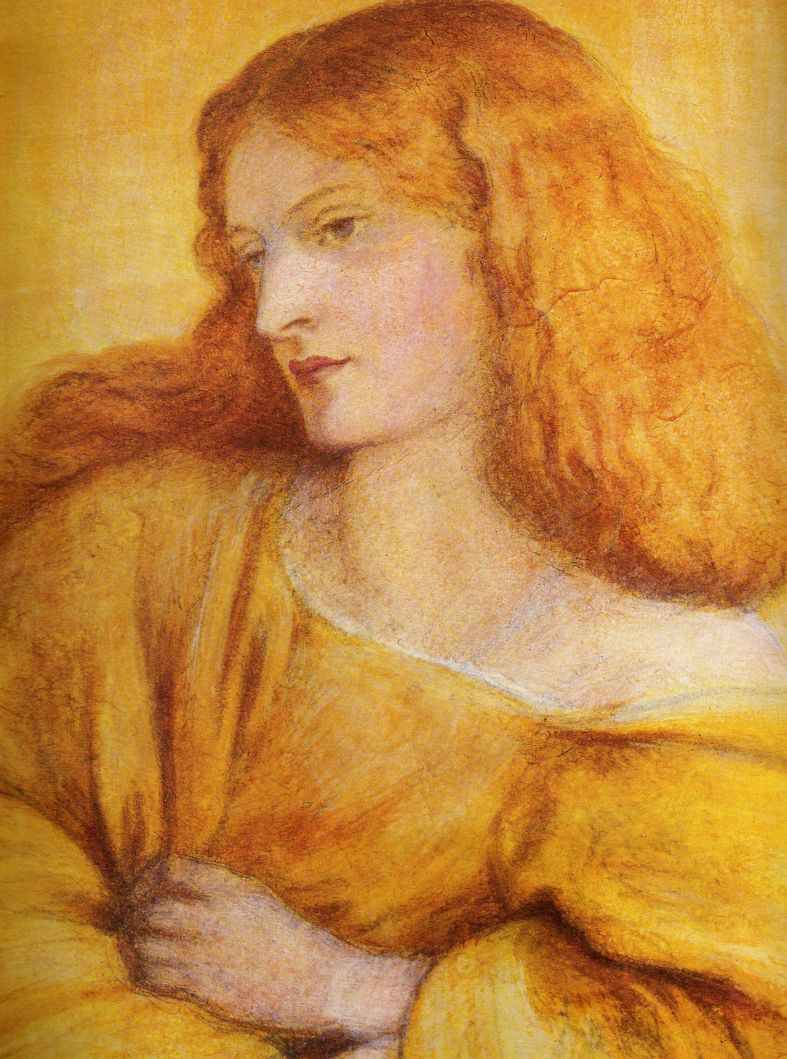
Dona en groc. Rossetti, 1863
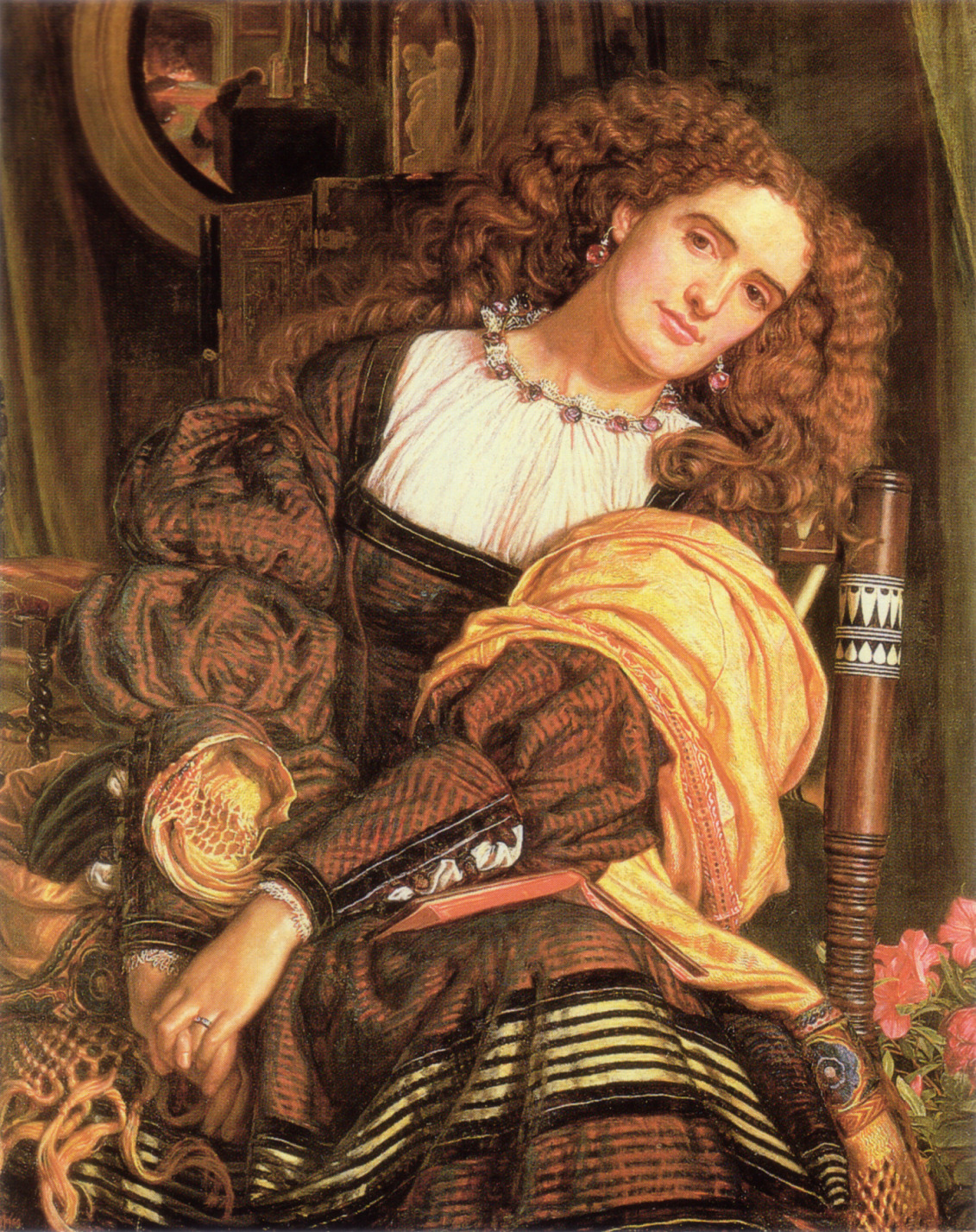
Il Dolce far Niente. Hunt, 1866
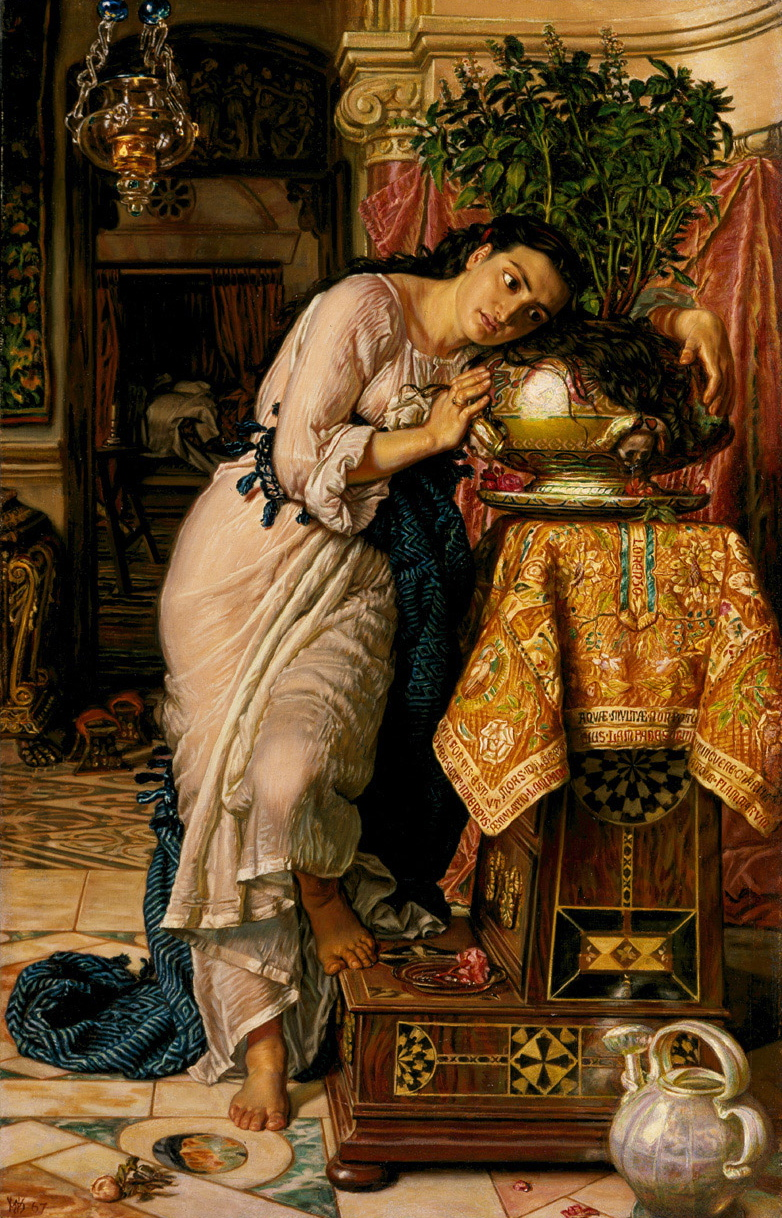
Elisabet i el test d'Alfàbrega. Hunt, 1868

## Teatralització de la seva figura
Annie Miller va ser interpretada per Caroline Coon a la pel·lícula L'Infern de Dante (1967) de Ken Russell. A L'escola d'amor (1975) va ser interpretada per Sheila White. Julie Cox va posar veu al seu personatge a la trilogia de Robin Brooks a l'emissió radiofònica d'El triangle daurat (1998). A Romàntics desesperats (2009) va ser interpretada per Jennie Jacques. En aquestes dues darreres dramatitzacions, és presentada com a prostituta.